# فروغ‌الملک
فروغ‌الملک یا فروغ‌الملوک که تخلص ولیه صفا داشت زنی هنرمند، عارف و مشروطه‌خواه بود که در نقاشی آبرنگ، فن پرداز، شعر، موسیقی و نوازندگی تار چیره‌دست بود و در سیر و سلوک عرفانی نیز مقام مرشدی داشت. فروغ‌الملک در کنار پدر و مادرش عضو انجمن اخوت و طرفدار آزادیخواهی و انقلاب مشروطه بود.
فروغ‌الملک دختر علی خان قاجار ظهیرالدوله (بنیان‌گذار انجمن اخوت) و فروغ‌الدوله (تومان آغا یا ملکه ایران، یکی از دختران تحصیل‌کرده و آزادیخواه ناصرالدین‌شاه) بود. پدر و مادر او در انقلاب مشروطه نیز شرکت داشتند چنان‌که هنگام به توپ بسته شدن مجلس ملی، محمدعلی شاه دستور تخریب و غارت خانه آن دو را نیز صادر کرد. فروغ الملوک نیز به آزادگی و آزادی‌خواهی و طرفداری مشروطیت شهرت داشت.
فروغ الملک در کنار پدر و مادرش عضو انجمن اخوت (دراویش صفی علیشاهی) بود. از فروغ‌الملوک و خواهرش، ملک‌الملوک همراه با مادرشان، فروغ‌الدوله عکس‌هایی در لباس درویشی با کشکول و منتشا برجا مانده‌است. او «در سیر و سلوک به درجات بالا رسید و در مقام پیر (مرشد) به ارشاد نوآموزان می‌پرداخت».
فروغ‌الملک همچون مادرش شعر می‌گفت و تخلص «ولیه صفا» را برای خود برگزیده بود (تخلص شعری مادرش «صفا» بود). فروغ الملوک نقاشی را نزد کمال‌الملک آموخت و چند تابلوی نقاشی از وی باقی مانده‌است که یکی از آنها تابلوی آبرنگی از چهره برادرش، محمدناصرخان است و شیوه چهره‌پردازی آن شبیه سبک صنیع‌الملک بوده، با خط ریزی امضای «ولیه ۱۳۳۶» دیده می‌شود و زیر نقاشی با خطی درشت‌تر نوشته شده‌است «ظهیرالدوله محمدناصرخان قاجار. ایشیک آقاسی باشی». این تابلو در حراج کریستی لندن در سال ۱۹۸۹ با قیمتی بالا فرخته شد. او در نوازندگی ساز تار نیز از استادان عصر خویش شمرده می‌شد.
دوستعلی معیری (معیرالممالک) در یادداشت‌هایش نوشته‌است که فروغ الملک هرگز ازدواج نکرد اما در منابع دیگری آمده‌است که او را در نوجوانی به عقد سالارالسلطان کرمانشاهی درآوردند ولی از وی جدا شد و در خانقاه دراویش زندگی کرد؛ ولیه صفا در سن ۶۱ سالگی درگذشت.